# Wimmis
Wimmis (toponimo tedesco) è un comune svizzero di 2 446 abitanti del Canton Berna, nella regione dell'Oberland (circondario di Frutigen-Niedersimmental); ha lo status di città.

## Geografia fisica
Si trova nella Simmental.

## Storia
Wimmis è stata il capoluogo del distretto di Niedersimmental fino alla sua soppressione nel 2009.

## Monumenti e luoghi d'interesse

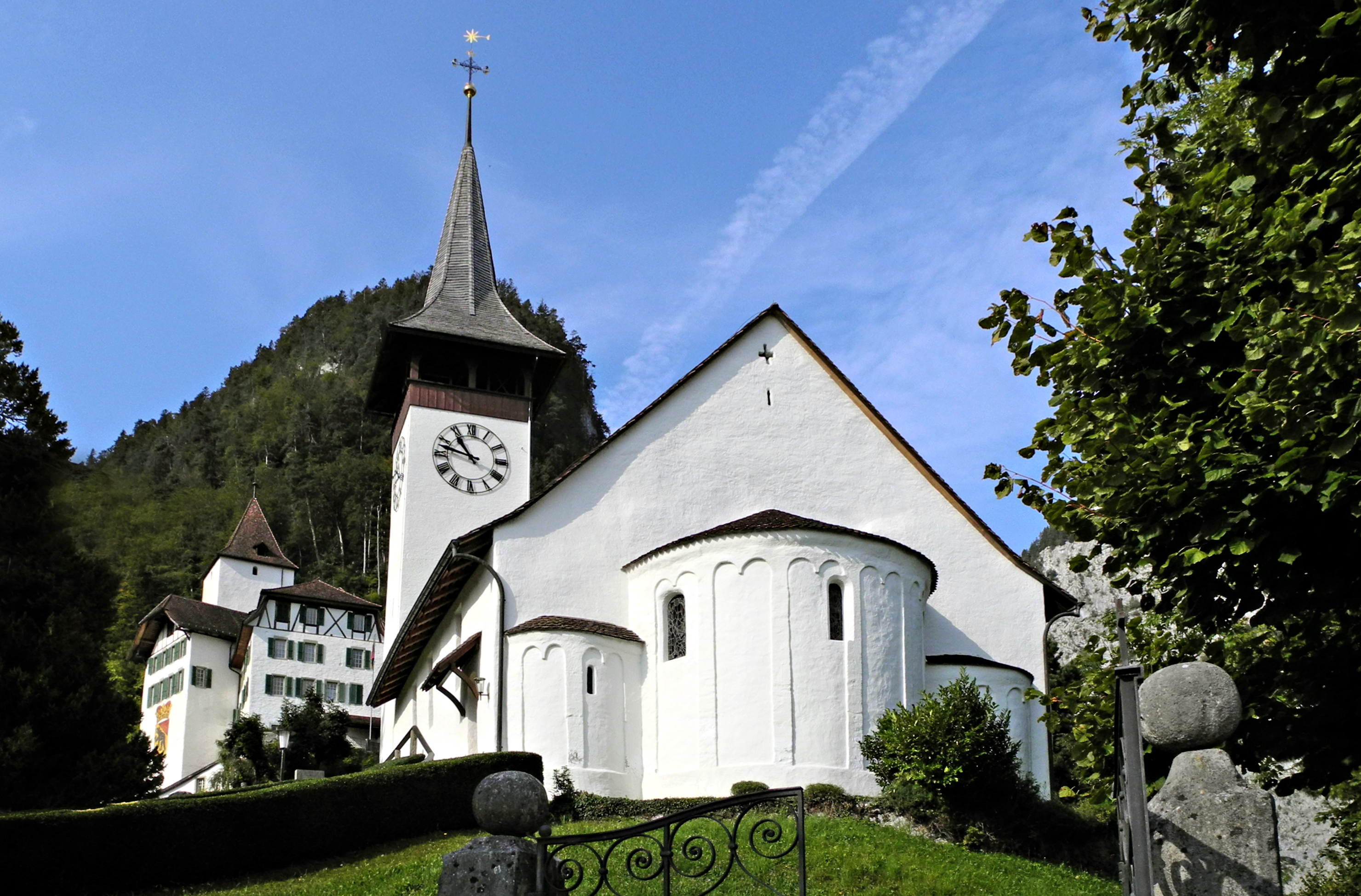
La chiesa riformata

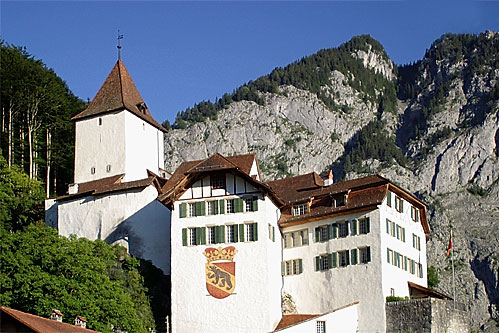
Il castello di Wimmis

- Chiesa riformata (già chiesa palatina di San Martino), eretta nel VII-VIII secolo e ricostruita nel X e nel XIV-XV secolo[1];
- Castello di Wimmis, eretto nel XII-XIII secolo e ricostruito nel XVII-XVIII secolo[1].

## Società

### Evoluzione demografica
L'evoluzione demografica è riportata nella seguente tabella:
Abitanti censiti

## Infrastrutture e trasporti
Wimmis è servita dall'omonima stazione e da quella di Burgholz sulla ferrovia Spiez-Zweisimmen.

## Amministrazione
Ogni famiglia originaria del luogo fa parte del cosiddetto comune patriziale e ha la responsabilità della manutenzione di ogni bene ricadente all'interno dei confini del comune.

## Sport
Ha ospitato i Campionati europei di hockey su pista 2000.